# Radar d'ona contínua

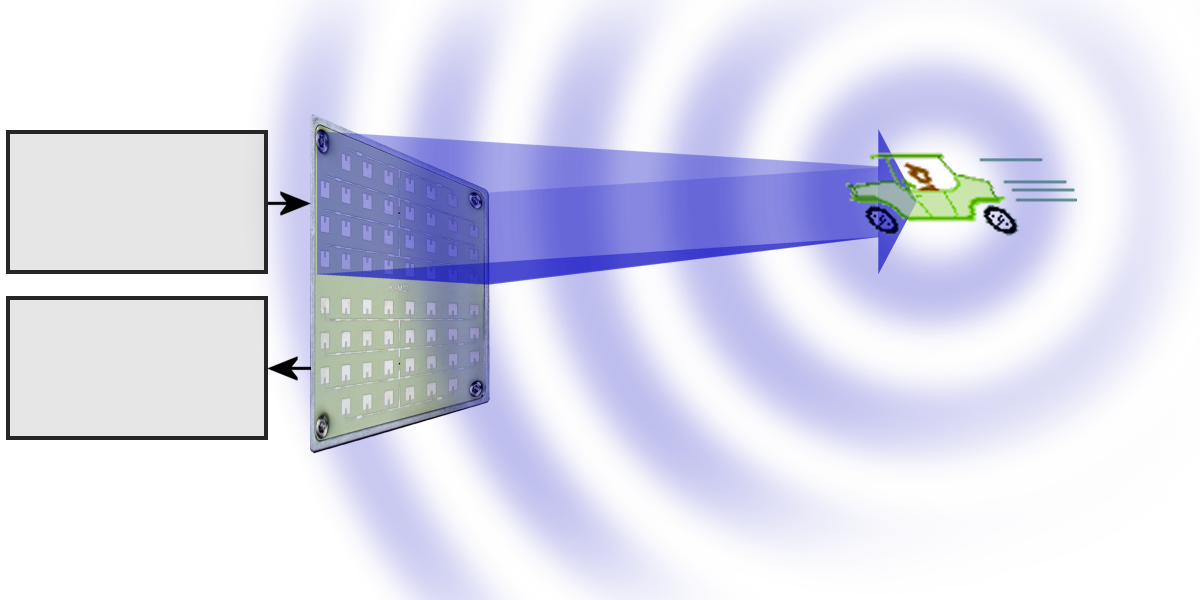
Principi d'un radar d'ona contínua

El  radar d'Onda Contínua  (CW de l'anglès Continuous Wave) és un tipus particular de radar que transmet, i després rep, ones contínues, típicament del mode sinusoidal. 

En aquest tipus de radar, la possibilitat de mesurar la distància del blanc està lligada a la longitud de la banda, que ha de ser bastant ampla, i s'aplica a l'ona portadora un tipus de marca temporal per a permetre obtenir informació del temps de transmissió i de retorn. Com més ràpid sigui, millor serà el mesurament, però alhora la banda haurà de ser major, i no sempre és realitzable, per això s'opta per un compromís entre aquests paràmetres.
L'espectre de les transmissions de CW es pot modular, tant en freqüència com en amplitud.
En el primer cas, de freqüència, es tracta d'un radar FMCW, on la seva freqüència de transmissió es varia en funció del temps en cada període. Si se suposa que la freqüència de transmissió augmenta linealment amb el temps, sigui un objecte reflectant que es troba a una distància R, el senyal del ressò, representat a la figura com una línia de trajectòria, retornarà després d'un temps: {\displaystyle T={{2R} \over {C}}}.
Si aquest senyal ingressa en un mesclador heterodí, una part del senyal de transmissió produeix un abatiment fb; en absència d'efecte Doppler a la freqüència, fb (freqüència de diferència) representa una mesura de la distància al blanc, i fb=fr, on fr és l'abatiment degut exclusivament a la distància al blanc.
Si la rapidesa de les variacions de la freqüència portadora és f, la freqüència d'abatiment serà
La freqüència no pot variar sempre en una única direcció: cal una periodicitat en la modulació, que típicament és triangular, però pot també ser en dent de serra, sinusoidal o d'una altra forma.
Si la freqüència es modula amb rapidesa fm sobre l'interval Δf, la freqüència d'abatiment serà:
{\displaystyle f_{r}={{2R2F_{m}\Delta f} \over {C}}}, de la qual cosa es determina la distància R a l'objecte.
Fins ara s'ha considerat el cas on un blanc és fix, però si fos mòbil, la situació canvia notablement, perquè a la situació d'abatiment se li sobreposarà un lliscament Doppler (o, més correctament, un efecte Doppler) que pot causar un error de mesurament de la distància: això serà si en el diagrama freqüència-temps del senyal d'eco se situa per dalt o per baix.
Ara es troben dues diferents freqüències d'abatiment fb (dalt) = fr - fd, i fb (baix) = fr + fd.
Es distingiran dos casos: sigui fr> fd, la semisuma de fb (dalt) i fb (baix) de f r, mentre la semidiferència fd, si en canvi fr <fd, la regla ve invertida: la semisuma fd, i la semidiferència fr.
D'aquesta manera es garanteix tant la mesura de la distància del blanc en moviment i la distinció d'aquest últim respecte dels altres.
Un ús militar d'aquest radar és per "il·luminar" blancs, i el míssil fa blanc allí en el reflex, a tan altes velocitats es necessita una tornada forta, i s'aconsegueix amb aquest tipus de radar.

## Història
Heinrich Hertz ja va descriure la reflexió de les ones electromagnètiques sobre superfícies metàl·liques en els seus experiments pràctics sobre els càlculs de Maxwell i l'enginyer alemany Christian Hülsmeyer va desenvolupar el primer radar, que va ser demostrat públicament l'any 1904 pel pont del Rin a Colònia i posteriorment patentat a diversos països. Aquest radar era un radar d'ona contínua en funció. Va poder detectar un vaixell que s'acostava a una distància de fins a 3 km, tot i que no hi havia components sensibles d'alta freqüència disponibles en aquell moment. En principi, com a radar CW no modulat, no podia mesurar distàncies. Hülsmeyer va presentar una segona patent que va permetre a un radar CW mesurar una distància des d'un punt de vista elevat utilitzant la directivitat de l'antena i després calcular trigonomètricament la distància des de l'angle del feix de l'antena. Tanmateix, ambdues invencions no van trobar cap interès per part de la direcció naval alemanya.
Els enginyers elèctrics Albert H. Taylor i Leo C. Young del Naval Research Laboratory (EUA) es van inspirar en els èxits de Marconi en telecomunicacions sense fil. A la tardor de 1922, van localitzar un vaixell de fusta per primera vegada a una longitud d'ona de 5 metres amb un radar d'ona contínua utilitzant una configuració bistàtica (és a dir, posicions separades del transmissor i del receptor). En aquest experiment, en localitzar l'emissor i el receptor a la riba esquerra i dreta d'un riu, no es va rebre cap retrodispersió, sinó que es va registrar l'atenuació i la dispersió de l'ona electromagnètica mentre passava per la nau. Aquest principi s'utilitza en tecnologia de seguretat com a radar de barrera.
El desenvolupament específic de la tecnologia del radar va començar al voltant de 1935 després que es reconegués l'ús militar d'aquesta tecnologia. Tanmateix, a causa dels rangs requerits a l'hora de localitzar vaixells i avions, l'atenció no es va centrar en el radar d'ona contínua sinó en la tecnologia de radar d'impuls. El mètode d'ona contínua es va oblidar de nou, ja que amb un radar d'ona contínua amb les possibilitats tècniques de l'època només es podien aconseguir abasts curts.
Les primeres consideracions per permetre una mesura de l'alçada de la ionosfera utilitzant un mètode de radar d'ona contínua modulada en freqüència (radar FMCW) es van formular ja l'any 1920. La funció d'un altímetre de radar es va publicar el 1930. No obstant això, no va ser fins al 1938 que la Western Electric Company va introduir un altímetre de radar FMCW pràcticament funcionant.
L'ús civil de la tecnologia del radar es va veure greument obstaculitzat pel secret militar de la tecnologia del radar. Com a conseqüència de la Segona Guerra Mundial, es van imposar prohibicions directes a la investigació de la tecnologia del radar, que van ser aixecades el 1960. Va ser molt més tard quan es van redescobrir els avantatges del radar CW o FMCW (construcció senzilla per a intervals relativament grans amb la potència de transmissió més baixa) en comparació amb el mètode del radar polsat. El primer radar FMCW per a estudis atmosfèrics es va construir el 1969. Des de la dècada de 1970, els radars FMCW s'han utilitzat com a radar meteorològic i per a mesures simultànies de distància i velocitat. El 1976, el radar FMCW es va utilitzar per primera vegada per mesurar la freqüència Doppler de les velocitats del vent.
A la dècada de 1990, els sistemes de radar basats en FMCW per a vehicles de motor es van desenvolupar com a sistemes d'avís de col·lisió i control automàtic de distància (Adaptive Cruise Control, ACC). Es van instal·lar 1.600 radars FMCW en la banda de freqüència de 24 GHz als autobusos de Greyhound Lines, la qual cosa va reduir la taxa d'accidents en aquests vehicles en un 21% el 1993. Des de 1996, s'ha utilitzat un radar FMCW de llarg abast a 77 GHz per a la seguretat d'automòbils als vehicles Daimler-Benz. A principis del mil·lenni, altres fabricants d'automòbils van seguir el mateix.
Amb la creixent disponibilitat de rangs de freqüències cada cop més alts i la miniaturització simultània, la tecnologia híbrida moderna fa possible oferir mòduls de radar CW i FMCW més petits en gran nombre a baix cost.